# One Detroit Center
One Detroit Center, også kendt som Comerica Tower at Detroit Center efter lejeren, firmaet Comerica Bank, er en skyskraber i centrum af Detroit, Michigan i USA. Bygningen er 189 meter høj, har 43 etager og er den højeste kontorbygning i Michigan. Det er den næsthøjeste bygning i delstaten Michigan efter Renaissance Centers hoteltårn, som ligger et par gader væk. Selv om bygningen Penobscot Building har flere etager (45 etager over jorden), så er One Detroit Centers etager højere, så bygningen er 18 meter højere end Penobscot. Etagearealet er i alt 155.585 m2.
I december 2009 meddelte Comamerica, at firmaet ville fraflytte bygningen inden udgangen af 2012 for at flytte til bygningen 411 Building. Flytningen vil få betydning for bygningens kaldenavn.

## Arkitektur
Bygningen blev tegnet af John Burgee og Philip Johnson, arkitekter med stor indflydelse på postmodernistisk arkitektur. One Detroit Center blev opført mellem 1991 og 1993, og har bl.a. større advokatfirmaer og banker som lejere. Udover butikker er der også en restaurant i bygningen, som i modsætning til Penobscot Building ikke er oplyst om natten.
Bygningen er berømt for sin udformning i postmodernistisk arkitektur, med flamsk-inspirerede nygotiske spir på toppen af bygningen, som arkitektonisk indgår sammen med byens historiske skyline. Den er primært bygget i granit. Bygningen er orienteret nord-syd og øst-vest, og vandt en designpris i 1996. Modeller af One Detroit Center er blevet til en souvenirvare i stil med kopier af andre skyskrabere i Detroit.
Projektplaner vedrørende opførelse af et tvillingetårn til bygningen, Two Detroit Center, som blev foreslået bygget direkte øst for tårnet, er opgivet. I stedet er parkeringshuset Two Detroit Center parking garage bygget på grunden i stedet i 2002.

## Lejere
Bygningens hovedlejer er banken Comerica Bank. I bestræbelserne på at udvide dens tilstedeværelse i USA har den overtaget en række banker i Texas, Florida, Arizona, og Californien, og i 2007 flyttede Comerica sit hovedkvarter til Dallas i Texas, men har fastholdt større aktiviteter i Detroit. Bankens lejekontrakt i Detroit Center udløber i 2012.